# Удзилаурта
Удзилаурта (груз. უძილაურთა) — село в Грузии, в муниципалитете Душети края Мцхета-Мтианети. 

## География
Село расположено в северной части края, в 60 километрах по прямой к северо-востоку от центра муниципалитета Душети. Высота центра — 1200 метров над уровнем моря.

## Население
По данным переписи населения 2014 года, в селе проживало 15 человек.
| Год  | Население | Мужчины | Женщины |
| ---- | --------- | ------- | ------- |
| 2002 | 17        | 9       | 8       |
| 2014 | 15        | 10      | 5       |